# Arlenis Sierra
Arlenis Sierra Cañadilla (Manzanillo, 7 dicembre 1992) è una ciclista su strada e pistard cubana che corre per il Movistar Team Women.
Velocista, è stata quattro volte campionessa panamericana su strada e due volte medaglia d'oro su strada ai Giochi panamericani; attiva anche su pista, ha vinto un bronzo mondiale e due medaglie d'oro ai campionati panamericani di specialità.

## Palmarès

### Strada
- 2011

Giochi panamericani, Prova in linea (con la Nazionale cubana)
- 2013

Campionati panamericani, Prova in linea (con la Nazionale cubana)
- 2014

5ª tappa Tour de San Luis (San Luis > San Luis)
Campionati panamericani, Prova in linea (con la Nazionale cubana)
Campionati cubani, Prova in linea
- 2015

Campionati cubani, Prova in linea
- 2016 (Centre Mondial du Cyclisme, otto vittorie)

6ª tappa Tour de San Luis (San Luis > San Luis)
2ª tappa Vuelta Internacional a Costa Rica (Parrita > Desmonte)
3ª tappa Vuelta Internacional a Costa Rica (Heredia > Grecia)
Classifica generale Vuelta Internacional a Costa Rica
Campionati cubani, Prova in linea
1ª tappa Tour de Bretagne (Maure-de-Bretagne > Guichen)
3ª tappa Tour de Bretagne (Saint-Gouéno > Plédran)
Classifica generale Tour de Bretagne
- 2017 (Astana Women's Team, sette vittorie)

3ª tappa Setmana Ciclista Valenciana (Alicante > Alicante)
Campionati cubani, Prova a cronometro
Campionati cubani, Prova in linea
Prologo Vuelta Internacional a Costa Rica (Loma Linda > Loma Linda, cronometro)
1ª tappa Vuelta Internacional a Costa Rica (Parrita > Orotina)
3ª tappa Vuelta Internacional a Costa Rica (Belén > Grecia)
Classifica generale Vuelta Internacional a Costa Rica
- 2018 (Astana Women's Team, cinque vittorie)

Campionati panamericani, Prova in linea (con la Nazionale cubana)
3ª tappa Tour of California (Sacramento > Sacramento)
Giochi centramericani e caraibici, Prova a cronometro (con la Nazionale cubana)
2ª tappa Tour de l'Ardèche (Saint-Fortunat-sur-Eyrieux > Cruas)
Tour of Guangxi
- 2019 (Astana Women's Team, dieci vittorie)

Cadel Evans Great Ocean Road Race
1ª tappa Vuelta a Guatemala (Villa Nueva > Escuintla)
2ª tappa Vuelta a Guatemala (Pamezabal > Pamezabal)
4ª tappa Vuelta a Guatemala (El Camán > El Camán)
5ª tappa Vuelta a Guatemala (Città del Guatemala > Città del Guatemala)
Campionati cubani, Prova a cronometro
Campionati cubani, Prova in linea
Giochi panamericani, Prova in linea (con la Nazionale cubana)
Prologo Premondiale Giro di Toscana (Campi Bisenzio > Campi Bisenzio, cronometro)
Classifica generale Premondiale Giro di Toscana
- 2020 (Astana Women's Team, una vittoria)

1ª tappa Herald Sun Tour (Shepparton > Shepparton)
- 2021 (A.R. Monex Women's Pro Cycling Team, sei vittorie)

Navarra Elite Classics
Prologo Premondiale Giro di Toscana (Campi Bisenzio > Campi Bisenzio, cronometro)
1ª tappa Premondiale Giro di Toscana (Segromigno in Piano > Segromigno in Piano)
Classifica generale Premondiale Giro di Toscana
1ª tappa Tour de l'Ardèche (Aubenas > Barjac)
Tre Valli Varesine
- 2022 (Movistar Team, cinque vittorie)

1ª tappa Vuelta Ciclista Andalucía (Salobreña > Arenas)
2ª tappa Vuelta Ciclista Andalucía (Malaga > Mijas)
Classifica generale Vuelta Ciclista Andalucía
Campionati panamericani, Prova in linea (con la Nazionale cubana)
1ª tappa Giro di Romandia (Losanna > Losanna)
- 2023 (Movistar Team, quattro vittorie)

Giochi centramericani e caraibici, Prova a cronometro (con la Nazionale cubana)
Giochi centramericani e caraibici, Prova in linea (con la Nazionale cubana)
Campionati cubani, Prova a cronometro
Campionati cubani, Prova in linea
- 2024 (Movistar Team, tre vittorie)

4ª tappa Vuelta Ciclista Andalucía (Alhaurín de la Torre > Pizarra)
Campionati cubani, Prova a cronometro
Campionati cubani, Prova in linea

#### Altri successi
- 2016 (Centre Mondial du Cyclisme)

Classifica a punti Vuelta Internacional a Costa Rica
Classifica della montagna Vuelta Internacional a Costa Rica
Classifica a punti Tour de Bretagne
Classifica giovani Tour de Bretagne
- 2017 (Astana Women's Team)

Trofeo Oro in Euro
Classifica a punti Tour of California
Classifica giovani Tour of California
Classifica a punti Vuelta Internacional a Costa Rica
Classifica della montagna Vuelta Internacional a Costa Rica
- 2019 (Astana Women's Team)

Classifica a punti Premondiale Giro di Toscana
- 2020 (Astana Women's Team)

Classifica a punti Herald Sun Tour
- 2021 (A.R. Monex Women's Pro Cycling Team)

Classifica a punti Premondiale Giro di Toscana
- 2022 (Movistar Team)

Classifica a punti Vuelta Ciclista Andalucía

### Pista
- 2013

Campionati panamericani, Inseguimento a squadre (con Yudelmis Domínguez e Marlies Mejías)
- 2014

Campionati panamericani, Scratch
Giochi centramericani e caraibici, Inseguimento a squadre (con Yudelmis Domínguez, Yumari González e Marlies Mejías)
- 2015

1ª prova Coppa del mondo, Scratch (Cali)
- 2018

Giochi centramericani e caraibici, Inseguimento a squadre (con Yudelmis Domínguez, Maylin Sánchez e Marlies Mejías)
Giochi centramericani e caraibici, Americana (con Yudelmis Domínguez)

## Piazzamenti

### Grandi Giri
- Giro d'Italia

2017: 10ª
2020: 42ª
2021: ritirata (3ª tappa)
2022: non partita (7ª tappa)
2024: 56ª
- Tour de France

2022: 27ª

### Competizioni mondiali
- Campionati del mondo su strada

Innsbruck 2018 - In linea Elite: 27ª
Yorkshire 2019 - In linea Elite: 12ª
Imola 2020 - Cronometro Elite: 23ª
Imola 2020 - In linea Elite: 39ª
Fiandre 2021 - In linea Elite: 5ª
Wollongong 2022 - In linea Elite: 6ª
Glasgow 2023 - In linea Elite: 53ª
- Campionati del mondo su pista

St-Quentin-en-Yv. 2015 - Corsa a punti: 8ª
Londra 2016 - Scratch: 7ª
Londra 2016 - Corsa a punti: 3ª
- Giochi olimpici

Rio de Janeiro 2016 - In linea: 28ª
Tokyo 2020 - In linea: 34ª
Parigi 2024 - In linea: 48ª

### Competizioni continentali
- Campionati panamericani su strada

Medellín 2011 - In linea: 31ª
Zacatecas 2013 - In linea: vincitrice
Puebla 2014 - In linea: vincitrice
León 2015 - In linea: 4ª
Táchira 2016 - In linea: 2ª
Santo Domingo 2017 - In linea: 4ª
San Juan 2018 - In linea: vincitrice
Pachuca 2019 - In linea: 4ª
San Juan 2022 - In linea: vincitrice
- Campionati panamericani su pista

Medellín 2011 - Corsa a punti: 2ª
Città del Messico 2013 - Ins. a squadre: vincitrice
Città del Messico 2013 - Scratch: 6ª
Città del Messico 2013 - Corsa a punti: 5ª
Aguascalientes 2014 - Scratch: vincitrice
Aguascalientes 2014 - Corsa a punti: 2ª
Santiago del Cile 2015 - Scratch: 3ª
Santiago del Cile 2015 - Corsa a punti: 3ª
Aguascalientes 2016 - Scratch: 3ª
Aguascalientes 2016 - Corsa a punti: 2ª
Couva 2017 - Inseguimento a squadre: 3ª
Couva 2017 - Scratch: 7ª
Couva 2017 - Corsa a punti: 4ª
- Giochi Panamericani

Guadalajara 2011 - In linea: vincitrice
Toronto 2015 - In linea: 4ª
Lima 2019 - Omnium: 3ª
Lima 2019 - Cronometro: 8ª
Lima 2019 - In linea: vincitrice
Santiago 2023 - Cronometro: 2ª
Santiago 2023 - In linea: 5ª